# Visconde de Podentes
Visconde de Podentes é um título nobiliárquico criado por D. Maria II de Portugal, por Decreto de 8 de Outubro de 1851, em favor de Jerónimo Dias de Azevedo Vasques de Almeida e Vasconcelos, depois 1.º Conde de Podentes.
Titulares
1. Jerónimo Dias de Azevedo Vasques de Almeida e Vasconcelos, 1º Visconde e 1.º Conde de Podentes.